# Tigécycline
La tigécycline est un antibiotique du groupe des glycylcyclines, qui inhibe la synthèse protéique des bactéries en se fixant sur la sous-unité ribosomale 30S et en bloquant l’entrée d’ARNt amino-acyl dans le site A du ribosome. Ceci empêche l’incorporation des résidus acides aminés dans les chaînes peptidiques en formation.

## Indications
La tigécycline est indiquée chez l’adulte et l’enfant âgé de 8 ans et plus dans le traitement des infections suivantes : 
- Infections compliquées de la peau et des tissus mous (ICPTM), à l’exclusion des infections du pied chez les patients diabétiques ;
- Infections intra-abdominales compliquées (IIAC)[4].